# Les Évangiles des quenouilles
Les Évangiles des quenouilles (ou Les evvangiles des queneules ; Les evvangiles des quenoilles) est un recueil de contes médiévaux enchâssés rédigés par Fouquart de Cambray, Duval Antoine, Jean d'Arras. Ils furent écrits en langue d'oïl et en picard et publiés à Bruges chez Colard Mansion en 1480. Ce recueil constitue une source ethnologique et historiographique pour l'étude du folklore médiéval européen.

## L'histoire
Le récit raconte les propos de six femmes dites « sages doctoresses et inventeresses » qui se retrouvent à l'occasion de 6 veillées nocturnes. Elles abordent tour à tour divers sujets de discussion comme les maladies, les remèdes, les recettes, les dictons, les conseils et enfin les interdits de la vie quotidienne. L'ouvrage connut un grand succès tout au long du XVIe siècle.

## L'auteur
L'auteur des Évangiles est inconnu. Le manuscrit conservé à Chantilly est cependant signé de trois auteurs supposés : Fouquart de Cambrai, Anthoine de Val et Jehan d'Arras, ce qui confirme la provenance picarde du texte.

## Manuscrits
- Chantilly, Bibliothèque du Château, 654, v. 1470 (C)
- Paris, Bibliothèque nationale de France, français, 2151 (P)

### Lecture supplémentaire
- Paupert, Anne Les fileuses et le clerc: une étude des Evangiles des quenouilles. Paris; Genève: Champion; Slatkine, 1990